# ميتش مكجاري
ميتش مكجاري (بالإنجليزية: Mitch McGary)‏ مواليد 6 يونيو 1992، هو لاعب كرة سلة أمريكي يلعب مع فريق أوكلاهوما سيتي ثاندر في الرابطة الوطنية لكرة السلة ويحمل الرقم 33. يبلغ طوله 6 قدم 10 بوصة (2.1 م).

## فرق لعب لها
- أوكلاهوما سيتي ثاندر

## روابط خارجية
- ميتش مكجاري على موقع إن بي أي (الإنجليزية)
- ميتش مكجاري على موقع سبورتس رفرنس (الإنجليزية)
- ميتش مكجاري على موقع كرة السلة الأوروبية.كوم (الإنجليزية)
- ميتش مكجاري على موقع إي إس بي إن.كوم (الإنجليزية)
- ميتش مكجاري على موقع كلية كرة السلة في سبورتس رفرنس.كوم (الإنجليزية)
- ميتش مكجاري على موقع ريلجم (الإنجليزية)
- ميتش مكجاري على موقع بروبوليرز (الإنجليزية)
- ميتش مكجاري على موقع سبورتس رفرنس (الإنجليزية)